# Paul-Loup Chatin
Paul-Loup Chatin (Dourdan, 19 oktober 1991) is een Frans autocoureur. In 2013 werd hij kampioen in de LMPC-klasse van de European Le Mans Series en 2014 en 2019 won hij de LMP2-titel in dit kampioenschap. In 2023 behaalde hij de titel in de LMP2-klasse van het IMSA SportsCar Championship.

## Carrière

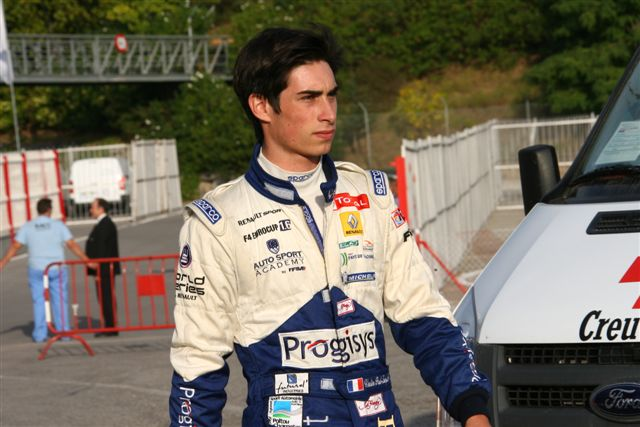
Paul-Loup Chatin in 2010.

Chatin begon zijn autosportcarrière in het karting in 2006 op veertienjarige leeftijd. In 2008 reed hij in de KF2-categorie. In 2010 stapte hij over naar het formuleracing en debuteerde hij in de F4 Eurocup 1.6. Tegen het eind van het seizoen behaalde hij twee overwinningen op Silverstone en twee andere podiumfinishes op de Hockenheimring Baden-Württemberg en het Circuit de Catalunya. Met 103 punten werd hij achter Stoffel Vandoorne, Norman Nato en Mathieu Jaminet vierde in de eindstand.
In 2011 maakte Chatin de overstap naar de Eurocup Formule Renault 2.0, waarin hij voor Tech 1 Racing uitkwam. Hij behaalde een zege op het Circuit Paul Ricard en stond ook op Silverstone op het podium. Met 75 punten werd hij negende in het kampioenschap. Tevens reed hij voor Tech 1 in de Formule Renault 2.0 Alps, waar hij eenmaal op de Hungaroring en tweemaal op Paul Ricard won. Met 326 punten werd hij hier achter Javier Tarancón en Yann Zimmer derde in de eindstand.
In 2012 reed Chatin opnieuw een dubbel programma in de Eurocup en de Alps voor Tech 1. In de Eurocup stond hij enkel op de Nürburgring op het podium, maar verbeterde hij zichzelf wel naar de zesde plaats in het klassement met 77 punten. In de Alps won hij een race op het Circuit de Pau-Ville en stond hiernaast nog tien keer op het podium. Met 194 punten werd hij achter Daniil Kvjat en Nato opnieuw derde in de eindstand.
In 2013 maakte Chatin de overstap naar de sportwagens en debuteerde hij in de LMPC-klasse van de European Le Mans Series (ELMS) voor het Team Endurance Challenge, waar hij de auto met Gary Hirsch deelde. In een klasse waarin slechts een andere fulltime inschrijving was, behaalde hij drie overwinningen op het Autodromo Internazionale Enzo e Dino Ferrari, de Red Bull Ring en de Hungaroring en werd hij gekroond tot kampioen.

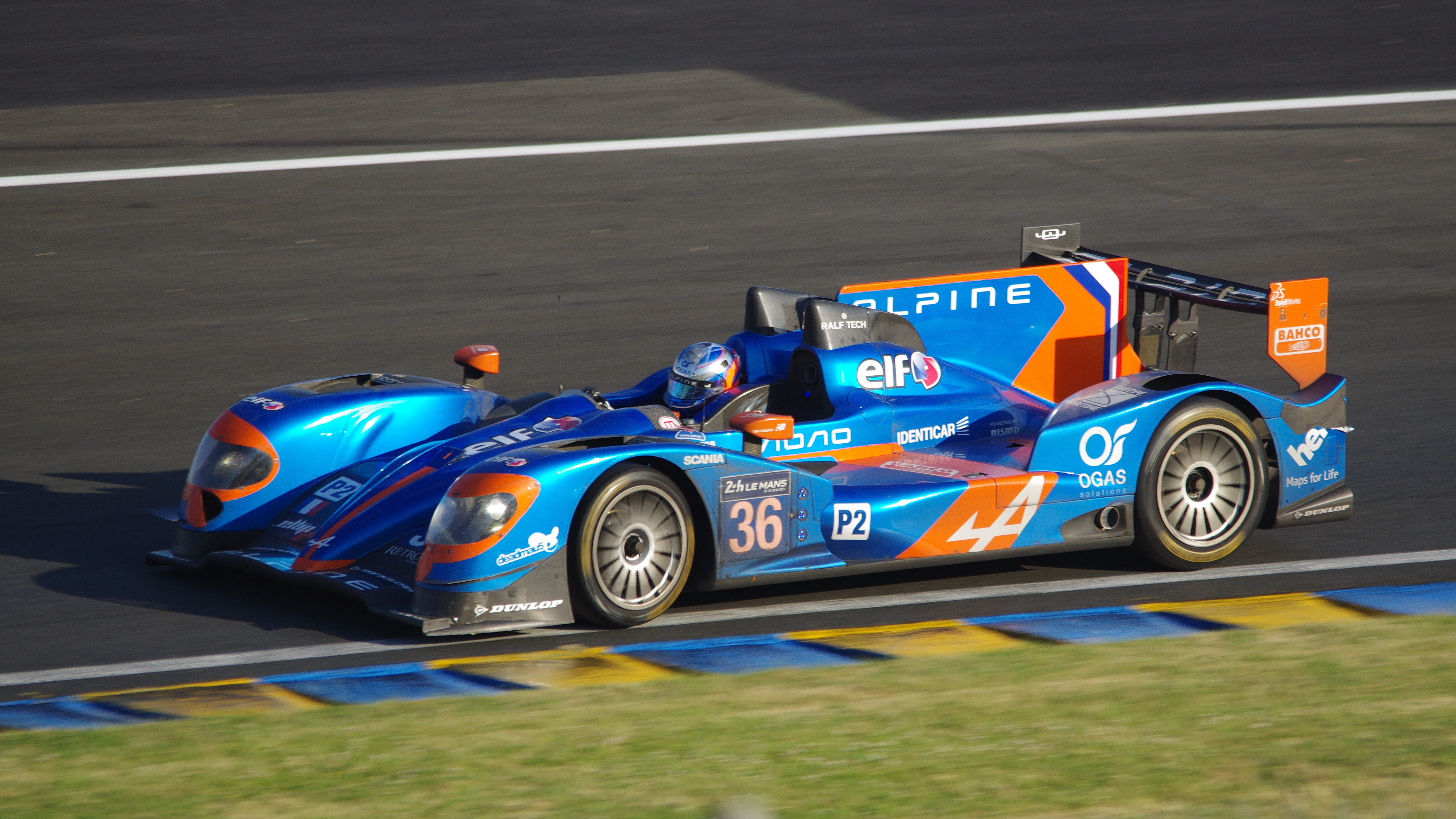
Paul-Loup Chatin tijdens de 24 uur van Le Mans in 2014.

In 2014 stapte Chatin binnen de ELMS over naar de LMP2-klasse, waarin hij voor het team Signatech Alpine de auto met Nelson Panciatici en Oliver Webb deelde. Hij behaalde de zege in de race op de Red Bull Ring en stond ook op Imola en Paul Ricard op het podium. Met 78 punten werd hij kampioen in de klasse. Tevens debuteerde hij dat jaar in de 24 uur van Le Mans, waarin hij met Panciatici en Webb derde werd in de LMP2-klasse.
In 2015 maakte Chatin de overstap naar de LMP2-klasse van het FIA World Endurance Championship (WEC), waar hij met Panciatici en (afwisselend) Vincent Capillaire en Tom Dillmann voor Signatech Alpine bleef rijden. Hij won de 6 uur van Shanghai en stond ook in de 6 uur van Fuji op het podium. Met 86 punten werd hij vierde in het kampioenschap.
In 2016 keerde Chatin terug naar de ELMS, waar hij in de LMP2-klasse voor Panis-Barthez Compétition de auto met Fabien Barthez en Timothé Buret deelde. Hij kende een moeilijk seizoen, waarin een viertal zevende plaatsen zijn beste resultaten waren. Met 27,5 punten werd hij twaalfde in de eindstand. Tevens reed hij in vier WEC-races: hij reed de 24 uur van Le Mans voor Panis, waarin hij achtste werd, en nam voor Baxi DC Racing Alpine deel aan de laatste drie races van het seizoen als vervanger van Panciatici en als teamgenoot van David Cheng en Ho-Pin Tung, met een zesde plaats in de 6 uur van Bahrein als beste resultaat.
In 2017 reed Chatin enkel in twee races van de Pro-Am-klasse van de GT4 European Series Southern Cup en in twee races van de ELMS voor respectievelijk L'Espace Bienvenue en IDEC Sport Racing. In 2018 reed hij een volledig seizoen in de ELMS voor IDEC als teamgenoot van Memo Rojas en (afwisselend) Paul Lafargue en Gabriel Aubry. Hij behaalde twee podiumplaatsen op het Autodromo Nazionale Monza en Silverstone en werd met 64 punten vierde in de eindstand. In de 24 uur van Le Mans nam hij met Lafargue en Rojas deel aan de LMP2-klasse, maar moest hij na 312 ronden uitvallen.

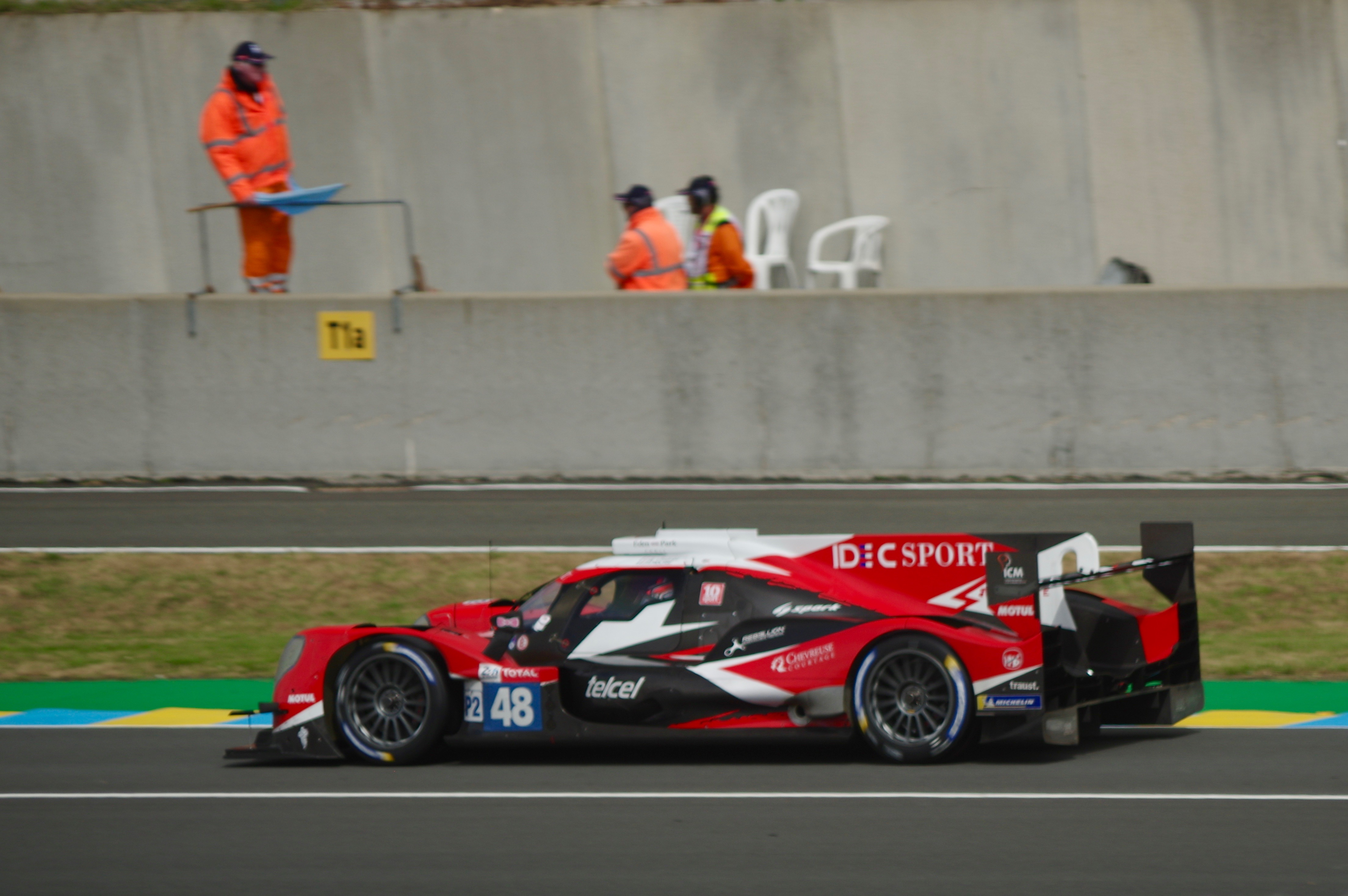
Paul-Loup Chatin tijdens de 24 uur van Le Mans in 2019.

In 2019 bleef Chatin actief in de LMP2-klasse van de ELMS met Lafargue en Rojas als teamgenoten. Hij won twee races op Silverstone en het Autódromo Internacional do Algarve en stond ook op Paul Ricard en Monza op het podium. Met 105 punten werd hij gekroond tot kampioen in de klasse. In de 24 uur van Le Mans werd hij met Lafargue en Rojas vijfde in de LMP2-klasse.
In 2020 reed Chatin met Lafargue en Richard Bradley voor IDEC in de ELMS. Hij moest zelf voor de race op Monza worden vervangen door Nicolas Minassian. Twee zevende plaatsen op het Circuit de Spa-Francorchamps en Paul Ricard waren zijn beste race-uitslagen, waardoor hij met 13 punten achttiende in de eindstand werd. In de 24 uur van Le Mans werd hij met Lafargue en Bradley zesde in de LMP2-klasse.
In 2021 kwam Chatin met Lafargue en Patrick Pilet uit in de ELMS, waarin drie zesde plaatsen zijn beste klasseringen waren. Met 32 punten werd hij negende in de eindstand. Ook reed hij in het WEC in de 6 uur van Monza voor het Racing Team Nederland met Frits van Eerd en Nyck de Vries. Hij werd derde in de LMP2-klasse en won de race in de LMP2 Pro-Am-klasse. In de 24 uur van Le Mans werd hij met dezelfde teamgenoten zesde in zijn klasse.
In 2022 behaalde Chatin met Lafargue en Pilet een zege in de ELMS op Monza. Met 53 punten werd hij zesde in het klassement. Tevens eindigde hij met dezelfde teamgenoten als achtste in de 24 uur van Le Mans.
In 2023 reed Chatin een dubbel programma in de LMP2-klasse van zowel de ELMS en het IMSA SportsCar Championship. In de ELMS behaalde hij met Lafargue en Laurents Hörr podiumplaatsen in Barcelona en op het Motorland Aragón, waardoor hij met 72 punten vijfde in het kampioenschap werd. In de IMSA reed hij samen met Ben Keating voor het team PR1/Mathiasen Motorsports. Hij won de race op Road America en stond ook in de races op Laguna Seca, Watkins Glen International en Road Atlanta op het podium. Met 1995 punten werd hij gekroond tot kampioen in de klasse. In de 24 uur van Le Mans werd hij met Hörr en Lafargue zesde in de LMP2-klasse.
In 2024 debuteert Chatin in de Hypercar-klasse van het WEC, waarin hij voor het Alpine Endurance Team de auto met Ferdinand Habsburg en Charles Milesi deelt.